# Anel de tucum

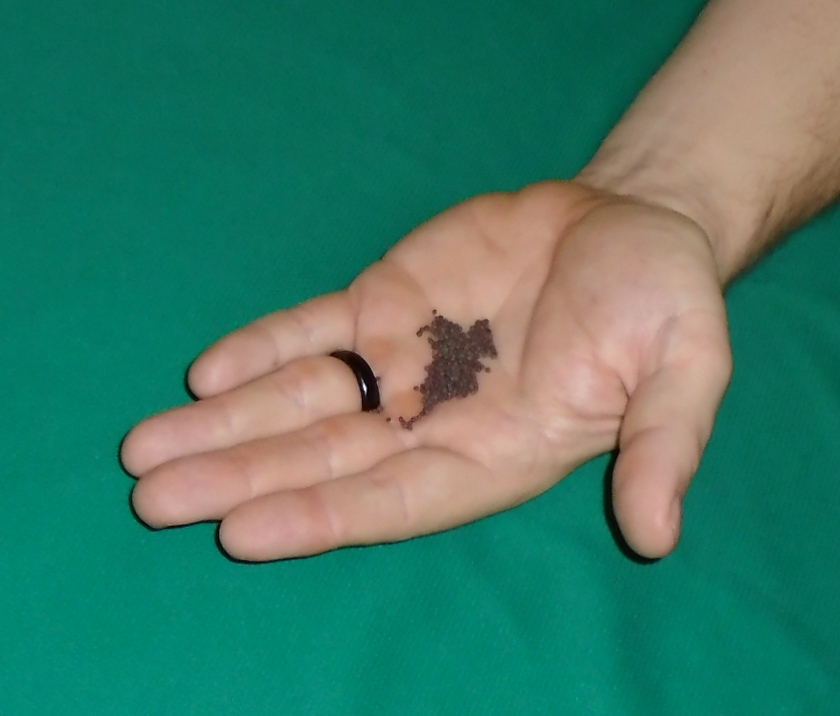
Anel de tucum e sementes de mostarda

Anel de tucum, também chamado de anel de coco ou anel de coquinho, é um anel feito da semente de tucum, uma espécie de palmeira nativa da Amazônia. Seu nome vem da palmeira tucum (Astrocaryum vulgare), cujas sementes são usadas para criar o anel. É utilizado por fiéis cristãos como símbolo do compromisso preferencial das igrejas, especialmente da Igreja Cristã, com os pobres e também como símbolo de compromisso com a Teologia da Libertação.

## História
O anel tem sua origem no Império do Brasil, quando joias feitas de ouro e outros metais nobres eram utilizados em larga escala por membros da elite dominante para ostentarem sua riqueza e poder. Os negros e índios, não tendo acesso a tais metais, criaram o anel de tucum como um símbolo de pacto matrimonial, de amizade entre si e também de resistência na luta por libertação. Era um símbolo clandestino cuja linguagem somente eles compreendiam.
Mais recentemente, a utilização do anel de tucum foi resgatada por fiéis cristãos, com o objetivo de simbolizar a "opção preferencial pelos pobres", especialmente por fiéis católicos após as Conferências Episcopais de Medellín e de Puebla.
O Anel de tucum foi tema de documentário homônimo dirigido por Conrado Berning em 1994. No filme, o bispo católico Dom Pedro Casaldáliga, um dos entrevistados, explica da seguinte maneira a utilização do anel:
| “ | Este anel é feito a partir de uma palmeira da Amazônia. É sinal da aliança com a causa indígena e com as causas populares. Quem carrega esse anel significa que assumiu essas causas. E, as suas consequências. Você toparia usar o anel? Olha, isso compromete, viu? Muitos, por causa deste compromisso foram até a morte. | ” |

## Preparo
O anel de tucum é feito por artesãos que trabalham com as sementes do tucum. As sementes são normalmente colhidas, limpas e perfuradas para criar pequenos orifícios. Essas sementes são amarradas juntas usando um fio ou arame forte, formando uma estrutura em forma de anel .
O anel de tucum é conhecido por sua beleza natural e design único. As sementes são normalmente dispostas em um padrão circular, criando uma aparência texturizada e orgânica. Os anéis podem variar de tamanho, alguns cobrindo apenas uma parte do dedo, enquanto outros são maiores e abrangem todo o dedo.

## Representatividade para a região
O anel de tucum tem significado cultural na região, representando a ligação com os recursos naturais e o artesanato tradicional paraense. Muitas vezes é usado como um acessório de moda ou como um símbolo de identidade e orgulho local .
Além do anel de tucum, outros acessórios e artesanatos são feitos com as sementes de tucum, como colares, pulseiras e objetos decorativos. Esses itens são populares entre os moradores e visitantes como lembranças ou presentes que mostram as tradições artísticas do Pará.

No geral, o anel de tucum é uma joia diferenciada que reflete a herança cultural do Pará e a beleza natural da palmeira tucum. Ele serve como um símbolo do artesanato local e representa a identidade única da região .